# Henryk I Starszy (książę Brunszwiku)
Henryk I Starszy (ur. 24 czerwca 1463 r., zm. 23 czerwca 1514 r. pod Leer) – książę Brunszwiku-Wolfenbüttel od 1495 r. z dynastii Welfów.

## Życiorys
Henryk był starszym spośród dwóch synów księcia Brunszwiku Wilhelma II Młodszego i Elżbiety, córki hrabiego Stolbergu Bodona VII. 
Henryk i jego młodszy brat Eryk jeszcze za życia ojca, od 1487 r. stopniowo otrzymywali coraz większe udziału w rządzeniu księstwem Brunszwiku. W 1495 r. ojciec ostatecznie ustąpił, a państwo zostało podzielone między braci: Henrykowi przypadła część z siedzibą w Wolfenbüttel, zaś Erykowi – z Calenbergiem i Getyngą. Chciał umocnić władzę książęcą i był zdecydowanym przeciwnikiem swobód miejskich – jeszcze w latach 80. uczestniczył w walkach ojca przeciwko Hildesheim, potem próbował podporządkować sobie Hanower (zarówno siłą, jak i zabiegami politycznymi, jednak bezskutecznie). W 1492 r. wybuchł spór między Henrykiem a mieszczanami Brunszwiku, jednak ośmiomiesięczne oblężenie miasta przez księcia nie przyniosło efektu i ostatecznie musiał zawrzeć z nim traktat.
Od momentu nominacji swego najstarszego syna Henryka, Krzysztofa na biskupa koadiutora Bremy w 1500 r. Henryk skierował swoją uwagę na wybrzeże Morza Północnego. W 1501 zaangażował się w wojnę biskupstwa o podporządkowanie Butjadingen, jednak bezskutecznie. Po wyborze Krzysztofa na arcybiskupa podjął ponowną próbę zdobycia tego rejonu, tym razem z powodzeniem (1513). Kontynuował kampanię we Fryzji, gdzie rok później zginął podczas oblężenia Leer.

## Rodzina
W sierpniu 1486 r. Henryk poślubił Katarzynę, córkę księcia zachodniopomorskiego Eryka II. Z małżeństwa tego pochodziły liczne dzieci, w tym:
- Krzysztof (ur. 1487, zm. 1558), arcybiskup Bremy,
- Henryk (ur. 1489, zm. 1568), książę Brunszwiku-Wolfenbüttel,
- Jerzy (ur. 1494, zm. 1566), arcybiskup Bremy.